# Râul Godeanu, Valea lui Iovan
Pentru alte utilizări ale toponimicului Godeanu, accesați pagina Godeanu (dezambiguizare).
Râul Godeanu este un curs de apă, afluent al râului Valea lui Iovan. 

## Hărți
- Harta Munții Godeanu  Arhivat în 11 octombrie 2008, la Wayback Machine.